# Moumi Sébergué
Moumi Sébergué, född 7 december 1977, är en friidrottare från Tchad. Han deltog vid olympiska sommarspelen 2000 och olympiska sommarspelen 2008.